# Gerhard Zemann
Gerhard Zemann (21. března 1940 Vídeň – 14. dubna 2010 Salcburk) byl rakouský herec, který je známý především svou rolí soudního patologa Lea Grafa v rakouském seriálu Komisař Rex. V seriálu účinkoval v letech 1994–2004 a 2008. 
Během své kariéry hrál v mnoha dalších seriálech a filmech.
Zemřel na srdeční infarkt v roce 2010 ve věku 70 let.